# Near the Beginning
Near the Beginning è il quarto album discografico del gruppo musicale rock statunitense Vanilla Fudge, pubblicato nel 1969. 

## Tracce
1. Shotgun (Autry DeWalt) - 6:10
2. Some Velvet Morning (Lee Hazlewood) - 7:34
3. Where Is Happiness (Carmine Appice) - 6:59
4. Break Song (Carmine Appice/Tim Bogert/Vince Martell/Mark Stein) - 23:27

bonus track
1. Good Good Lovin' (unedited version) - 5:45
2. Shotgun (single version) - 2:33
3. People (single version) - 5:20
4. Look of Love (bonus track 1991) - 2:49

## Formazione
- Carmine Appice - batteria, voce
- Tim Bogert - basso, voce
- Vince Martell - chitarra, voce
- Mark Stein - voce principale, tastiere